# Ответственное потребление
Ответственное (разумное, устойчивое) потребление (англ. sustainable consumption) — понятие в экономике, которое подразумевает экономное использование природных ресурсов в рамках удовлетворения только лишь необходимых потребностей.
Ответственное потребление — один из 12 пунктов в списке 17 глобальных целей, определенных ООН для мировых лидеров — президентов, модных брендов, корпораций. Движение активно поддерживается акциями и социальной активностью известных компаний и знаменитости разного уровня.

## История проблемы
1. Согласно докладу Всемирного экономического форума[2], ещё в 1798 году Томас Мальтус предупреждал о последствиях перенаселения.
2. 1972 год. Конференция ООН по проблемам окружающей среды[3]. Основной посыл — ответственное потребление делает жизнь народов лучше.
3. 1992 год. Конференция ООН по окружающей среде и развитию. Озвучена проблема резкого ухудшения состояния планеты.
4. 2003 год. Запуск Марракешского процесса по устойчивому потреблению и производству[4], рассчитанного на 10 лет.
5. 2012 год. Конференция ООН по устойчивому развитию, на которой официально отмечены успехи в работе Марракешского процесса.

## Принципы ответственного потребления
1. Свести к минимуму накопление природных и любых других ресурсов.
2. Уменьшить количество отходов за счет повторного использования (ресайклинг).
3. Практиковать раздельный сбор отходов и развивать экономику замкнутого цикла.
4. Использовать возобновляемые ресурсы.
5. Внедрять продукты с большим циклом жизни.
6. Делиться опытом с будущими поколениями.

## Ответственное потребление в обществе
Среди торговых марок, обеспокоенных идеей ответственного потребления, неоднократно замечены IKEA с их полным переходом на светодиоды, H&M и Walmart, принявшие участие в неделе «Зеленой жизни» в Китае. В мире моды площадками для распространения идеи вторичного потребления стали известные рупоры — Vogue, Glamour, GQ.

## Ответственное потребление в России
В начале 20-х годов XXI века вторичная переработка отходов в России становится одним из приоритетных направлений государственной политики. По данным Минприроды РФ, ежегодно образуется около 5,4 млрд т отходов и около 375 млн т требуют особых условий промышленной переработки. Однако, из-за отсутствия в стране централизованной системы раздельного сбора мусора максимально использовать вторичную переработку проблематично.
С 1 января 2020 года в России была введена новая система обращения с твердыми коммунальными отходами (ТКО). Однако по данным опроса ВЦИОМ, к сторонникам раздельного сбора мусора готово присоединиться меньше половины россиян (47 %). Каждый десятый россиянин (11 %) не практикует раздельный сбор мусора и не хотел бы это делать и в дальнейшем. Это значительно затрудняет деятельность по переработке и повторному использованию отходов. Компании и государство совместными усилиями создают программы, направленные на воспитание граждан к ответственному потреблению. 
Так, ритейлер «Вкусвилл» установил в своих магазинах автоматы по сбору ПЭТ-бутылок (за месяц они собирают около 19 500 штук). Многие розничные магазины и сети наладили прием старых батареек для переработки, а в московских «М.Видео» и «Эльдорадо» есть пункты приема для старых электроприборов. Также отслужившую свой срок технику можно сдать в любой сервисный центр Samsung. 
Кроме ритейлеров, развитием ответственного потребления занимается и крупные промышленные компании. В частности, нефтехимическая компания СИБУР стала первой компанией, официально поддержавшей проект Минприроды РФ «Разделяй правильно», цель которого заключается в объединении общественных организаций, бизнеса, государственных органов и россиян для разработки и внедрения наиболее эффективных программ раздельного сбора, а также просвещения населения и популяризации ответственного отношения к сортировке отходов.
К тому же в России некоторые компании самостоятельно занимаются переработкой и повторным использованием отходов. В производстве повторной переработке могут быть подвержены: алюминиевые банки, стеклянная тара, макулатура, картон, а также электронные отходы и батарейки. Одним из главных направлений в повторном использовании отходов является переработка полимерных материалов. В качестве примера, тверской завод компании ГК «ЭкоТехнологии», на заводе ежемесячно перерабатывается до 2 200 т пластиковых бутылок (50 млн штук) и 600 т полиэтилена. Из полученного вторсырья прямо на месте производят упаковочную ленту, а часть поступает к другим производителям полимеров. 

## 6 способов прийти к ответственному потреблению
1. Иметь не более 100 вещей. В 2008 году Дэйв Бруно начал движение The 100 Thing Challenge. Его выступление на конференции TED[11] посмотрели более 100 тысяч человек.
2. Расставить приоритеты. Питер Уолш[англ.] утверждает, если вы сформируете четкие приоритеты и цели, отказаться от второстепенных вещей будет проще.
3. Тратить деньги на впечатления. Покупка вещей непременно связана с понятием гедонистической адаптации, а к впечатлениям это не относится.
4. Временно отказаться от электроники, чтобы исключить покупки в интернете.
5. Не покупать, а брать в аренду. Пожалуй, самый простой способ сэкономить деньги на действительно важные вещи, получив максимум пользы немедленно. Покупая, вы переплачиваете в 10 раз за возможность просто считаться хозяином вещи, не используя её ресурс даже на 50 %.
6. Переходить на использование многоразовых вещей. Изучать состав упаковки, обращать внимания на маркировки, учитывать все жизненный цикл материалов и практиковать раздельный сбор мусора.